# الشرفة (أم الفحم)

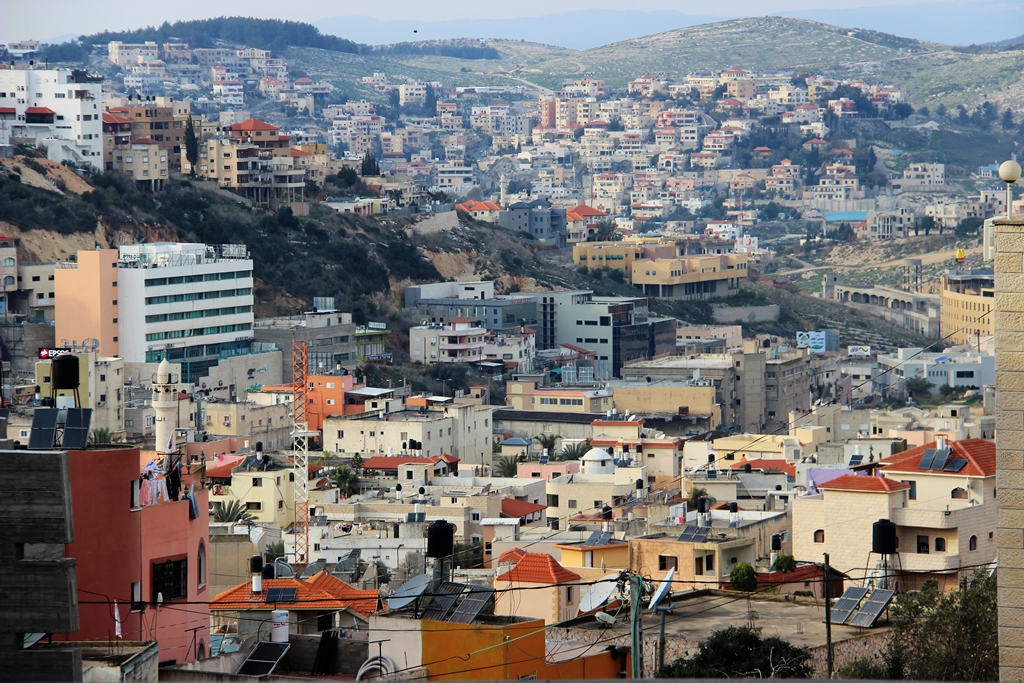
جانب من مدينة أم الفحم كما يبدو من حي الشرفة، يظهر في الخلفية حي عين إبراهيم وجبال الروحة. في 7 فبراير 2014.

الشرفة؛ أحد أحياء مدينة أم الفحم العربية في إسرائيل.

## التسمية
سُمي حي الشرفة بهذا الاسم نسبةً لموقعه في مدينة أم الفحم؛ إذ يتواجد بمنطقةٍ جبلية عالية تُشرف على مناطقٍ واسعة من مدينة أم الفحم.

## الموقع
يقع حي الشرفة في منطقة الإغبارية ويُجاوره كل من حي الجدوع العلوي، الميدان، الخلايل وعين الشعرة.

## المعالم
تكثر فيه صفوف البُستان ورياض الأطفال، ويقع بالقرب منه مدرستين ابتدائيتين هُما: ابن خلدون و المتنبي. كما يتواجد في الشرفة مسجد صغير يحمل اسم الإمام الصوفي والفقيه الحنبلي عبد القادر الجيلاني.

## معرض الصور

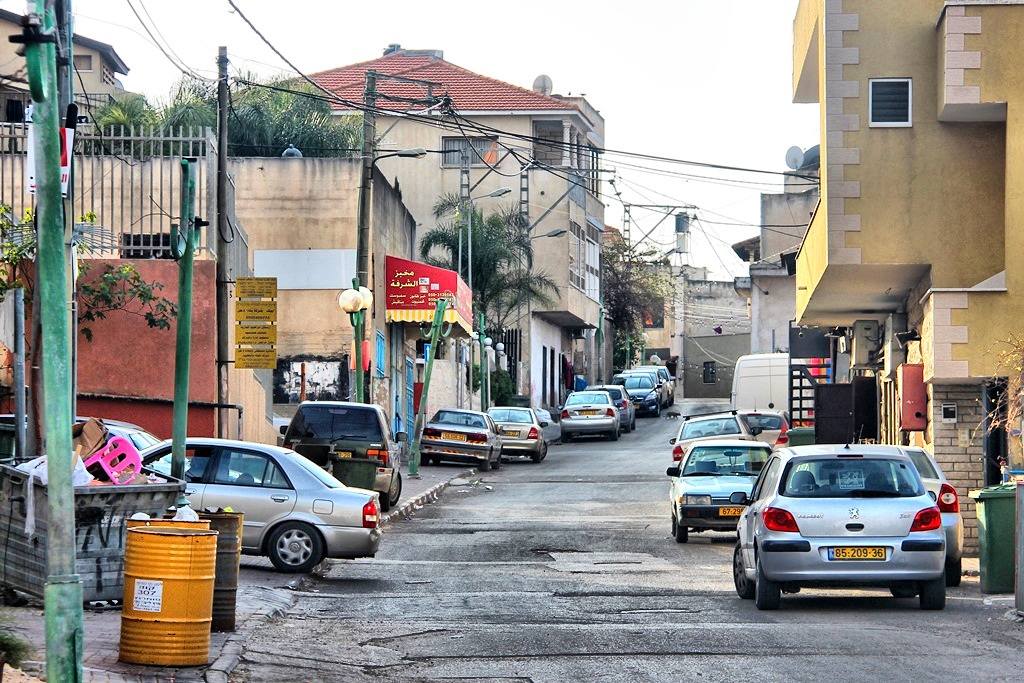
جانب من شارع الحي
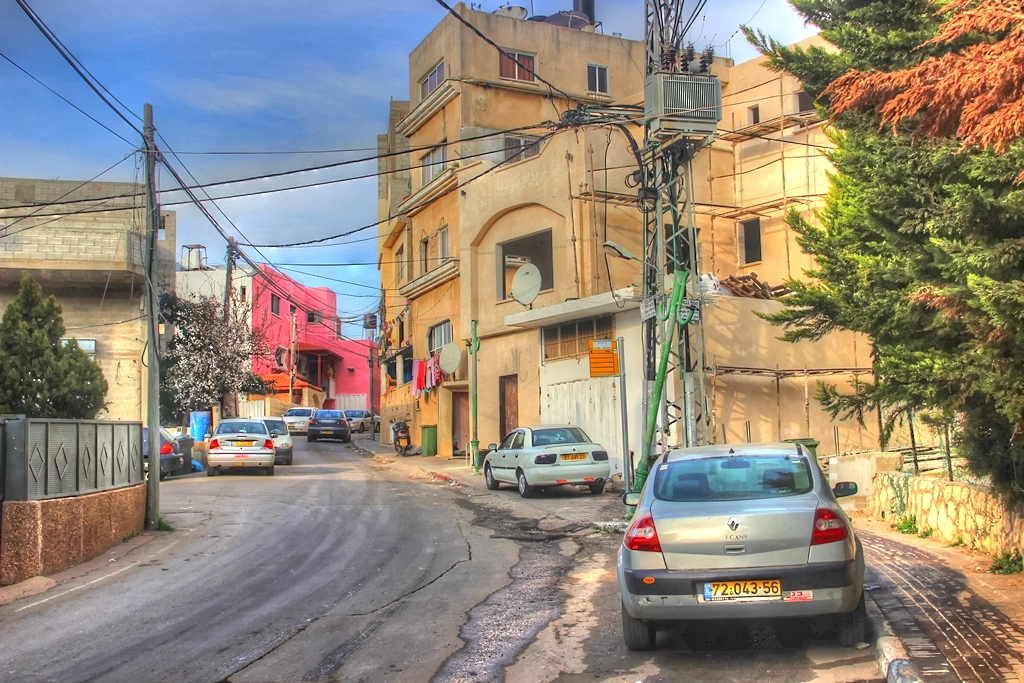
جانب آخر من شارع الحي

## طالع أيضًا
- مدينة أم الفحم
- حي المعلقة